# Ports 1961
Ports 1961 nota anche come Ports è una casa di moda canadese, fondata nel 1961 dall'imprenditore giapponese-canadese Luke Tanabe (1920-2009) a Toronto e specializzata nel lusso prêt-à-porter e accessori per uomo e donna.

## Storia

### Origini
Originariamente fondato come Newport Canada nel 1961 come attività di importazione per l'abbigliamento dal Giappone, la società si è evoluta in un'azienda per la moda femminile e nel 1966 è stata ribattezzata Ports International. Verso la fine degli anni 70 si è espansa nel Nord America  e nel 1983 ha aperto le prime sedi internazionali. A metà degli anni 80, Tanabe ha creato Tabi International, una catena di negozi canadese con abbigliamento più accessibile alle donne. Luke Tanabe, si ritirò nel 1989 e vendette Ports e Tabi alla Etac Sales Ltd. con sede a Toronto, dell'imprenditore canadese Alfred KT Chan. Tabi International è stata poi liquidata nel 2011 e i restanti 76 negozi di Tabi in Canada furono chiusi. Etac Sales Ltd. presentò istanza di fallimento nel 1994.

### Oggi
Ports Design Ltd. è stato creato da Alfred KT Chan insieme alla moglie Fiona Cibani a Xiamen nel 1994 e quotata alla Borsa di Hong Kong nel 2003. Ports Design Ltd., a partire dal 2011, opera con più di 360 negozi nella Cina continentale a Hong Kong e Macao, e produce negli stabilimenti di proprietà della società a Xiamen. Nel 2004, Chan ha rilanciato l'azienda in Nord America. Dal 2011, Ports 1961 ha negozi a Montréal, Toronto, Vancouver, West Hollywood, Manhattan, Parigi, Londra e Milano . Sempre nel 2011, Ports ha lanciato la sua prima linea maschile Ports V.